# Cinquième Rang (série télévisée)
Pour les articles homonymes, voir Cinquième rang.
Cinquième Rang, commercialement typographié 5e Rang, est une série télévisée québécoise développée par Sylvie Lussier et Pierre Poirier et diffusée depuis le 8 janvier 2019 sur ICI Radio-Canada Télé.

## Synopsis
L'histoire commence à Valmont, une petite ville de campagne peuplée par des agriculteurs, des fermiers et des chasseurs. 
La population de ce petit village aime bien les potins et les ragots.
Marie-Luce Bérubé, propriétaire d'une ferme élevant des porcs et des moutons est inquiète car son mari est introuvable depuis 72 heures. Quelques heures plus tard, une triste découverte causera beaucoup de problèmes et de commérages dans ce petit village.

## Distribution

### Familles Goulet et Bérubé

#### Les cinq sœurs Goulet
- Maude Guérin : Marie-Luce Goulet, propriétaire de la ferme "Goulet et Filles"
- Martine Francke : Marie-Louise Goulet
- Julie Beauchemin : Marie-Christine Goulet
- Ève Duranceau : Marie-Paule Goulet
- Catherine Renaud : Marie-Jeanne Goulet

#### La famille de Marie-Luce
- Bobby Beshro : Guy Bérubé †
- Catherine Brunet : Kim Bérubé (2019–2021)
- Julie Renault : Kim Bérubé (2021–)[2]
- Marie-Ève Milot : Julie Bérubé
- Lya Althot : Camille, fille de Kim Bérubé et de Réginald Lacombe (2019)
- Marguerite Laurence : Camille, fille de Kim Bérubé et de Réginald Lacombe (2020 - )
- Zola Ibrahima N'Diaye : Philémon, fils de Julie Bérubé et de Clara Mèges (2020 - )
- Scott Scallon : Gaspard, fils de Julie Bérubé et de Réginald Lacombe (2022 - )

#### La famille de Marie-Louise
- Simon Pigeon : Simon Pelletier, fils de Marie-Louise
- Jules Philip : Robert Pelletier, époux de Marie-Louise et père de Simon

#### La famille Bérubé
- Muriel Dutil : Francine Bérubé, mère de Guy Bérubé
- Gaston Caron : Alain Dion, conjoint de Francine Bérubé

### Familles Longpré, Lacombe et Faucher
- Maxim Gaudette : Frédéric Longpré, policier de Valmont
- Sophie Clément : Monique Lacombe, grand-mère de Réginald et Frédéric, mère d'Annette
- Maxime de Cotret : Réginald Lacombe, ex-soldat, cousin de Frédéric Longpré et père biologique de Camille et de Gaspard
- François Papineau : Charles Faucher, voisin de la ferme « Goulet et filles », père biologique de Réginald
- Sonia Vachon : Corinne Faucher, sœur adoptive de Charles Faucher
- Josée Deschênes : Annette Lacombe, mère de Frédéric Longpré

### Les employés de la ferme «Goulet et filles»
- Joëlle Paré-Beaulieu : Nathalie Desrochers, employée de la ferme « Goulet et filles » et employée du vétérinaire Bazin
- Christian de la Cortina : Sandro Perez, employé de la ferme « Goulet et filles »
- Karl-Antoine Suprice : Jonathan, employé de la ferme « Goulet et filles »
- Pablo Diconca : Miguel Alvaro, employé de la ferme « Goulet et filles »

### Les citoyens de Valmont
- Luc Senay : Paul Langlois, garagiste de Valmont et père de Chloé
- Jade Charbonneau : Chloé Delisle-Langlois, fille de Paul Langlois
- Frédéric Millaire Zouvi : Jean-Michel Lanctôt, ex-amoureux de Kim
- Geneviève Brouillette : Mireille Carpentier, propriétaire du restaurant de Valmont « Le Carré Vert »
- Frédérike Bédard : Clothilde Lapointe, cuisinière du restaurant de Mireille Carpentier
- Marc-André Brunet : Sébastien Lapointe, fils de Clothilde et fils biologique de Benoît Mayrand
- Roger La Rue : Samuel Courtois, alias « Sam », maire de Valmont, conjoint de Joe
- Michel Laperrière : Joseph Ménard-Perron, alias « Joe », conjoint de Sam †
- Julie Daoust : Mona Lapointe, fille de Joe
- Eliott Plamondon : Loïc, fils de Mona
- Marc Béland : Marc Trempe, vendeur de chaussures †
- Julie Roussel : Gladys Thompson, secrétaire du poste de police de Valmont
- Claude Prégent : Léopold Thompson, père de Gladys
- Francis-William Rhéaume : Alexandre Dubé, le joggeur, ami de Gladys
- Catherine Paquin-Béchard : Guylaine Trudel, ex-copine de Sébastien Lapointe
- Martin Héroux : Dr Jean-René Bazin, vétérinaire de Valmont
- Orphée Ladouceur-Nguyen : Mylène Nguyen, amie de Kim Bérubé et ex-employée du vétérinaire Bazin †
- Stéphanie Germain : Solène Cournoyer, employée du vétérinaire Bazin
- Justin Leyrolles-Bouchard : Thomas, fils biologique de Nathalie Desrochers et de Guy Bérubé
- Sophie Dion : Andréanne, mère adoptive de Thomas
- Philippe Rivard : Étienne, assistant du maire Samuel Courtois
- Louis-Philippe Dandenault : Olivier-Martin Duval, ami de Réginald Lacombe
- Alex Bisping : Ghislain Lanctôt, père de Jean-Michel †
- Eliot Dupras : Zachary Lanctôt, fils de Ghislain et demi-frère de Jean-Michel
- Marie-Ève Pelletier : Nancy Gingras, ex-conjointe de Ghislain et mère de Zachary
- Alexis Lefebvre : Henri Lapierre, fermier de Valmont et voisin de Marie-Luce
- Alexandre Bergeron : Francis Dubuc, propriétaire d'un commerce / galerie d'arts de Valmont et amant de Marie-Paule

### Les membres du corps policier
- Julie Du Page : Sophie Duhamel, sergent-détective à la Sécurité du Québec
- Frédéric Pierre : Nicolas Giguère, lieutenant-détective à la Sécurité du Québec et conjoint de Sophie Duhamel, la sergent-détective à la Sécurité du Québec †
- Jean L'Italien : Yves Ménard, directeur de la Sécurité du Québec et amant d'Annette Lacombe
- Julien Hurteau : Marc-André Saulnier, technicien-analyste en scène de crime †
- Manon Leblanc : Élaine Girouard, sergent-détective aux délits sexuels et aux crimes familiaux à la Sécurité du Québec
- Reda Guerinik : Hamid Mazari, lieutenant de la Sécurité du Québec
- Lynda Johnson : Isabelle Perreault, nouvelle lieutenante-détective à la Sécurité du Québec
- Mathieu Lepage : Daniel Blanchard, médecin légiste de la Sécurité du Québec
- Naïla Louidort : Delphine Granger, nouvelle policière de Valmont
- Éric Robidoux : Guillaume Lamoureux, ancien sergent-détective à la Sécurité du Québec, maintenant sergent-détective à la division de l'anti-gang de la police de Montréal

### Autres personnages récurrents
- Antoine Durand : Chef Pascal Faubert
- Hugo Dubé : Capitaine Dr André Chouinard, psychiatre militaire de Réginald
- Brigitte Poupart : Agostina « Tina » Fournier, ex-femme de Vince, le mafieux †
- Louis-David Morasse : Lucas Fournier-Costa, frère de Tina †
- Francisco Randez : Vincent « Vince » L'Écuyer, le mafieux †
- Dino Tavarone : Silvio Perri, de la mafia italienne †
- Yury Paulau : Danilo « Dan » Shevchenko, le premier garde du corps d'Agostina "Tina" Fournier †
- Charles Champagne : Édouard Chamberland, le deuxième garde du corps d'Agostina "Tina" Fournier †
- Leesa Mackay : Brenda Guerrero "Bagherra", la troisième garde du corps d'Agostina "Tina" Fournier †
- Sasha Samar : Igor Stravinski, de la mafia russe
- Tony Calabretta : Salvatore Conti, de la mafia italienne †
- Lorna Kidjo : Clara Mèges, ex-conjointe de Julie Bérubé
- Léa Girard-Nadeau : Laura, la prostituée †
- Michel Perron : Benoît Mayrand, ex-conjoint de Clothilde et père biologique de Sébastien Lapointe
- Denis Marchand : Laurent Beauséjour, patron du marché †
- Jacques Piperni : Me Christian Desmarais, avocat de Charles
- Maxime Allard : Me Steve Poulin, avocat de Vince
- Maxime Cormier : Steve Malouin, le trafiquant de drogue †
- Raphaël Lacaille : Xavier Demers
- Olivier Lamarche : Enzo Scalia, bras droit de Salvatore Conti †
- Harou Davtyan : Mehdi, ex-conjoint de Marie-Christine Goulet
- James Visockis : Jeune graffiteur (saison 3, épisode 11)

## Production
La production a acheté une ferme à Saint-Chrysostome, en Montérégie, qui sert de plateau de tournage de la ferme de Marie-Luce. Beaucoup de scènes sont tournées dans la ville de St-Rémi et les environs, ces tournages ont eu lieu à quelques kilomètres de la frontière américaine.

## Épisodes
Les épisodes, sans titres, sont numérotés de 1 à 23. L'épisode douze a été diffusée le 26 mars 2019 et Radio Canada a ensuite annoncé que les téléspectateurs devront attendre jusqu'à septembre 2019 pour les onze prochains épisodes de la première saison.
La deuxième saison a débuté le 7 janvier 2020.
La troisième saison est diffusée depuis janvier 2021 et la deuxième partie de la saison depuis le 14 septembre 2021.
Le 16 mai 2023, on annonce la diffusion d'une sixième saison dès janvier 2024.

## Accueil
Le pilote a été vu par 1,117 million de téléspectateurs. Les épisodes suivants se tiennent au-dessus de la barre du million.

## Changement d'actrice
Catherine Brunet annonce dans les médias le 14 avril 2021 qu'elle quitte la distribution de la série, l'actrice Julie Renault reprendra le rôle de Kim Bérubé.